# Pelecanimimus
Pelecanimimus, („napodobitel pelikána“) byl rod vývojově primitivního "pštrosího" dinosaura (ornitomimosaura). Žil v období spodní křídy (asi před 128 miliony let) na území dnešního Španělska (provincie Cuenca, lokalita Las Hoyas).

## Popis

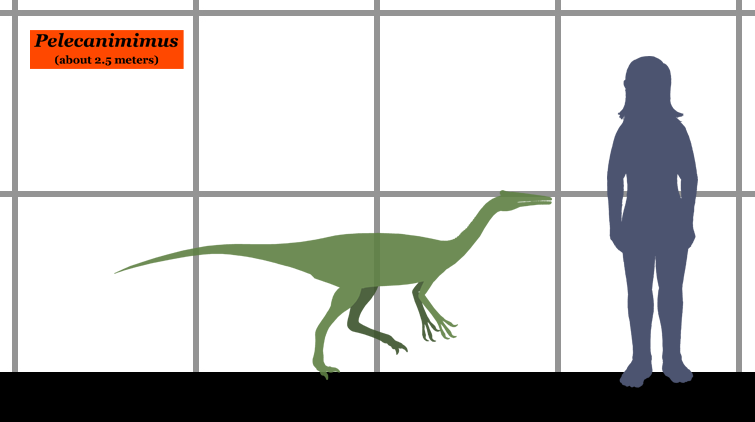
Porovnání velikosti pelekanimima a člověka.

Na rozdíl od svých mnohdy bezzubých příbuzných vykazoval tento rod velké množství zubů (až 220) v ústní dutině. Jediný dosud objevený jedinec byl popsán podle přední části kostry v roce 1994. Dosahoval jen malých rozměrů, jeho délka dosahovala asi 1,8 až 2,5 metru a hmotnost zhruba 30 kilogramů. Zdá se, že tento rychle běhající dvounohý dinosaurus byl všežravý. Zajímavé je, že v krční části páteře byl v místě hrdelní oblasti objeven pozůstatek jakéhosi hrdelního vaku, sloužícího zřejmě podobným způsobem jako u pelikána. Je také pravděpodobné, že zaživa byl tento teropod alespoň zčásti opeřený. Typovým druhem je P. polyodon (druhové jméno lze přeložit jako "mnohozubý").

## Paleoekologie
Ekosystémy lokality Las Hoyas měly pravděpodobně podobu rozlehlých mokřadů.

### Česká literatura
- SOCHA, Vladimír (2021). Dinosauři – rekordy a zajímavosti. Nakladatelství Kazda, Brno. ISBN 978-80-7670-033-8 (str. 143)